# 楠达
楠达（法語：Nandax，法語發音：[nɑ̃da]）是法国卢瓦尔省的一个市镇，位于该省北部，属于罗阿讷区。

## 地理
楠达（46°5'54"N, 4°9'54"E）面积8.03 平方千米，位于法国奥弗涅-罗讷-阿尔卑斯大区卢瓦尔省，该省份为法国中南部省份，北起顺时针与索恩-卢瓦尔省、罗讷省、伊泽尔省、阿尔代什省、上盧瓦爾省、多姆山省和阿列省接壤。
与楠达接壤的市镇（或旧市镇、城区）包括：圣伊莱尔苏沙尔略、武日、布瓦耶、库图夫尔、普伊苏沙尔略。
楠达的时区为UTC+01:00、UTC+02:00（夏令时）。

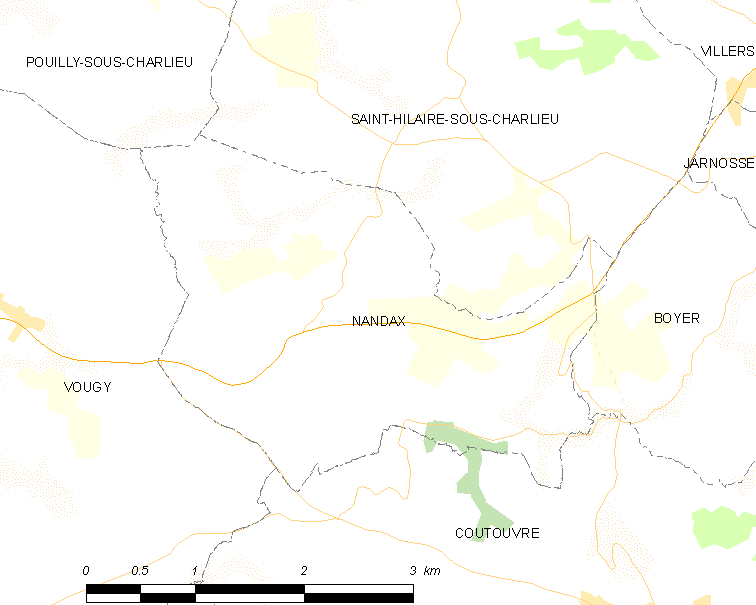
楠达的OSM定位图

## 行政
楠达的邮政编码为42720，INSEE市镇编码为42152。

## 政治
楠达所属的省级选区为沙尔略县。

## 交通
卢瓦尔省省道D13线和D57线在境内交汇。

## 人口

1962-2008年间楠达人口变化图示

楠达于2022年1月1日时的人口数量为564人。